# Chlyne Loner
Chlyne Loner är en bergstopp i Schweiz.   Den ligger i distriktet Frutigen-Niedersimmental och kantonen Bern, i den centrala delen av landet, 50 km söder om huvudstaden Bern. Toppen på Chlyne Loner är 2 528 meter över havet, eller 165 meter över den omgivande terrängen. Bredden vid basen är 3,4 km.
Terrängen runt Chlyne Loner är huvudsakligen mycket bergig. Närmaste större samhälle är Adelboden, 5,0 km väster om Chlyne Loner. 
Trakten runt Chlyne Loner består i huvudsak av gräsmarker. Runt Chlyne Loner är det glesbefolkat, med 14 invånare per kvadratkilometer.